# Gontarella gigantea
Gontarella gigantea is een mosdiertjessoort uit de familie van de Flustridae. De wetenschappelijke naam van de soort is voor het eerst geldig gepubliceerd in 2002 door Grischenko, Taylor & Mawatari.